# ポリオーマウイルス科
ポリオーマウイルス科（ポリオーマウイルスか、Polyomaviridae）はウイルスの科の1つであり、自然宿主は主に哺乳類と鳥類である。
2021年時点で8属117種が知られている。そのうち14種がヒトに感染することが知られているが、SV40など他のウイルスも小規模ながらヒトへの感染が確認されている。こうしたウイルスは非常に広く存在し、大部分のヒト集団では症状を引き起こさないことが一般的である。
BKウイルスは腎臓やその他の実質臓器の移植患者における腎症と関係しており、またJCウイルスは進行性多巣性白質脳症、メルケル細胞ポリオーマウイルスはメルケル細胞癌と関係している。

## 構造とゲノム

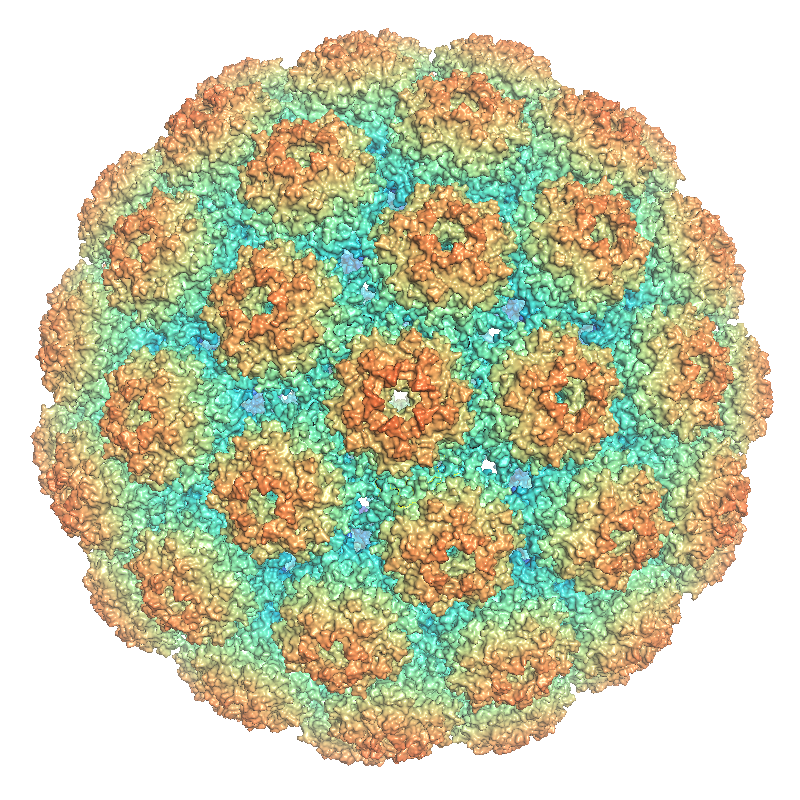
マウスポリオーマウイルスVP1五量体72個から構成される二十面体型ウイルスカプシド。中心に近い表面が青、遠い表面が赤となるように色付けされている。。

ポリオーマウイルスは非エンベロープ型二本鎖DNAウイルスであり、約5000塩基対の環状ゲノムを持つ。ゲノムは直径約40–50 nmのカプシドに詰め込まれており、カプシドは二十面体型（T=7）である。カプシドはVP1と呼ばれるタンパク質の五量体型カプソメア72個から構成され、自己集合して閉じた二十面体を形成することができる。各VP1五量体は他の2つのカプシドタンパク質VP2またはVP3のいずれか1分子と結合している。

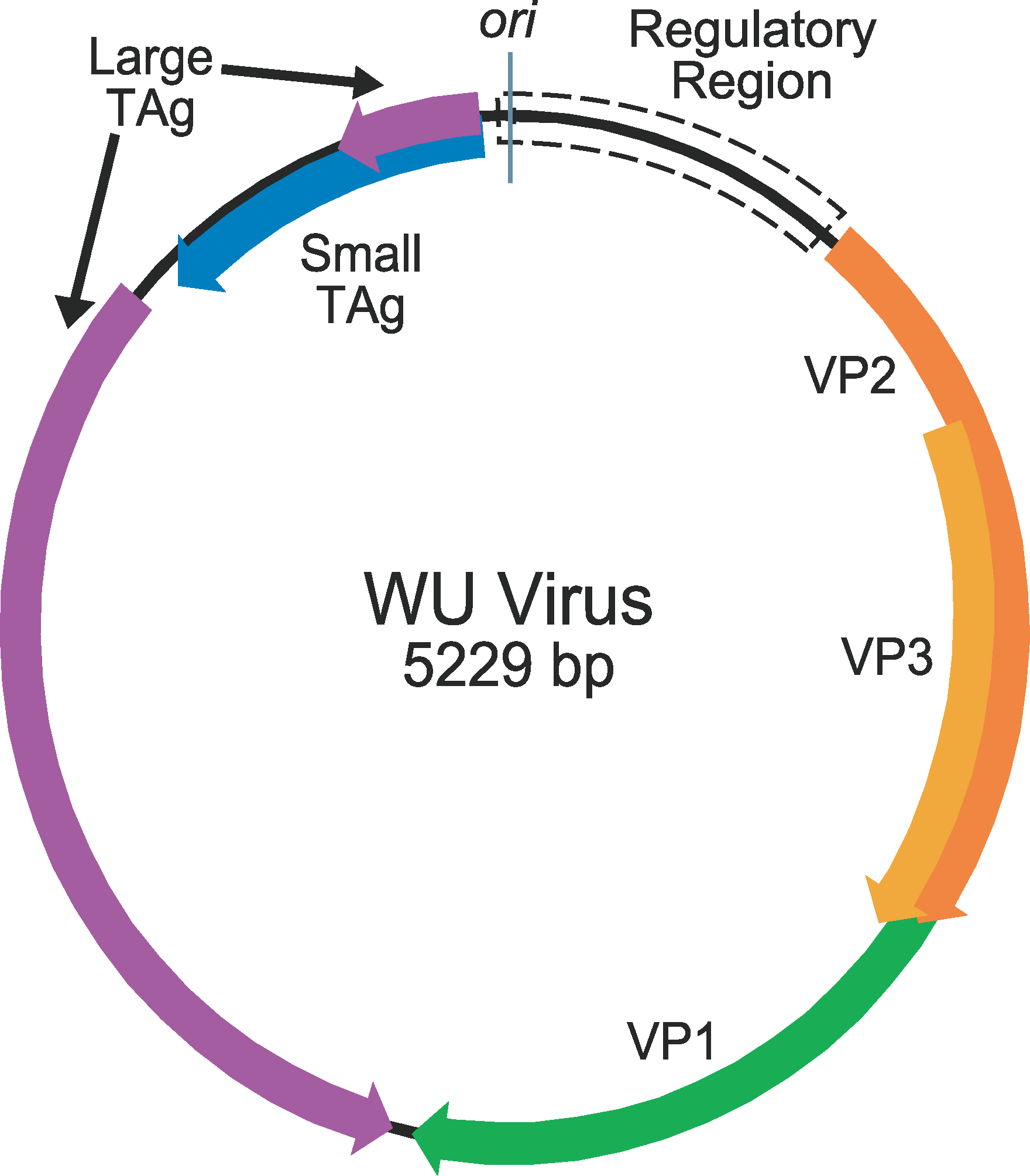
ヒトのポリオーマウイルスの1つ、WUウイルスのゲノム構造。前期領域は左側に示され、T抗原（TAg）が含まれる。後期領域は右側に示され、カプシドタンパク質が含まれる。

典型的なポリオーマウイルスのゲノムは5種類から9種類のタンパク質をコードしており、感染時に転写が行われる時期によってearly region（前期領域）とlate region（後期領域）と呼ばれる2つの転写領域に分けられる。各領域は宿主細胞のRNAポリメラーゼIIによって、複数の遺伝子をコードする一本のpre-mRNAとして転写される。通常、前期領域は選択的スプライシングによって産生されるラージT抗原（大型腫瘍抗原）とスモールT抗原（小型腫瘍抗原）の2つのタンパク質をコードしている。後期領域には3つのカプシド構造タンパク質VP1、VP2、VP3が含まれ、これらは選択的翻訳開始部位を利用して産生される。一部のウイルスには他の遺伝子や他の多様性が存在する。例えば、齧歯類のポリオーマウイルスにはミドルT抗原と呼ばれる3番目のタンパク質が存在し、このタンパク質によって細胞の形質転換が非常に効率的に行われる。SV40にはVP4と呼ばれるカプシドタンパク質も存在し、また一部のウイルスには後期領域から発現するアグノプロテインと呼ばれる調節タンパク質も存在する。また、ゲノムには前期領域や後期領域のプロモーター、転写開始部位、複製起点など、タンパク質をコードしない制御領域も存在する。

## 複製と生活環

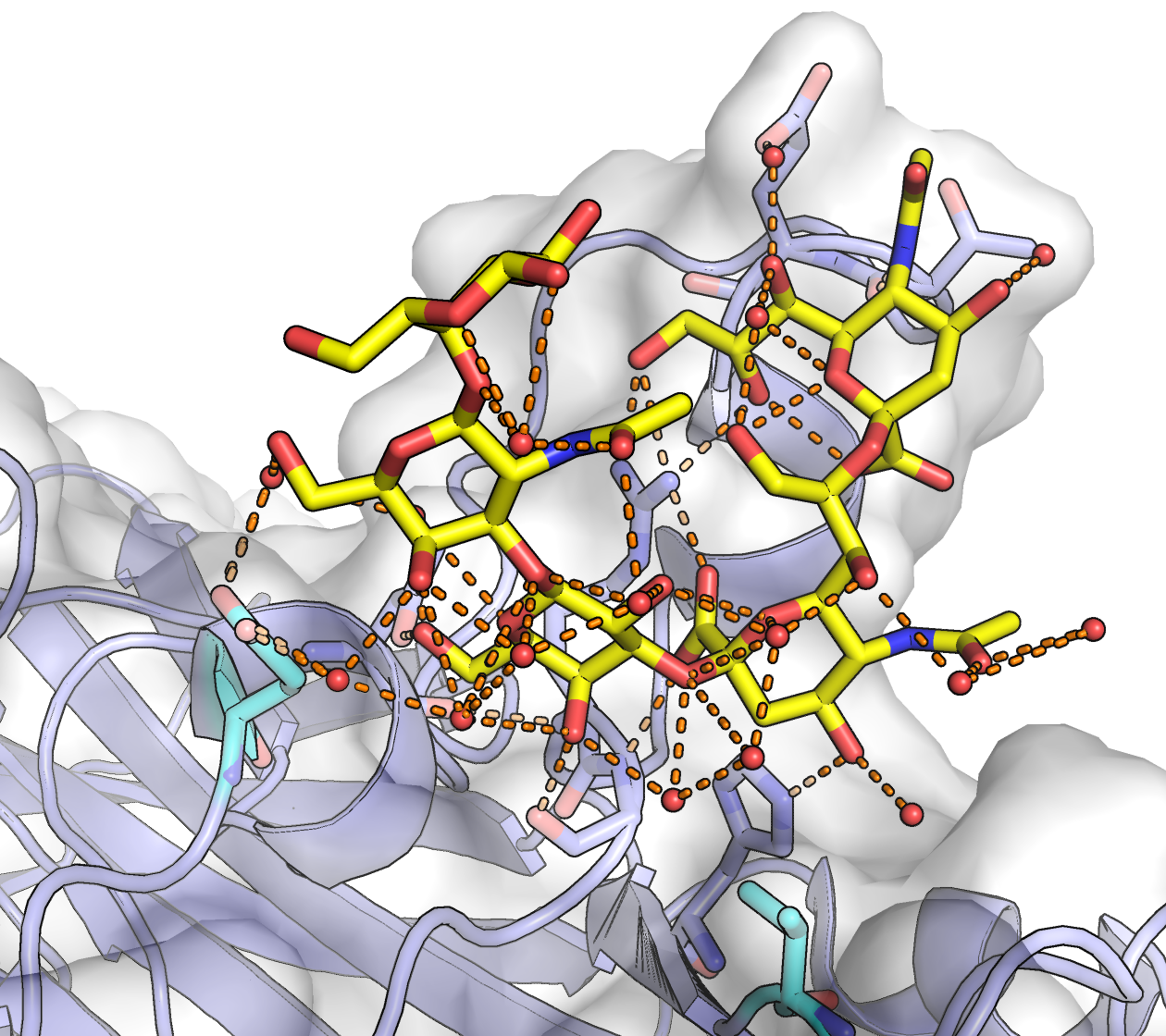
GT1a糖鎖と複合体を形成したマウスポリオーマウイルスVP1。GT1aは黄色、VP1単量体は分子表面が白、タンパク質骨格が青で示されている。結合表面でみられる、多くの水分子を介した水素結合の複雑なネットワークが橙色の線、関与しているタンパク質の残基がスティックモデルで示されている。図の下部に位置するシアンで示された2つの残基の変異は病原性に大きく影響する。

ポリオーマウイルスの生活環は、宿主細胞へ進入することで開始される。ポリオーマウイルスの細胞受容体は糖鎖、一般的にはガングリオシドのシアル酸残基である。ポリオーマウイルスの宿主細胞への接着は、細胞表面のシアル化糖鎖へのVP1の結合によって媒介される。一部のウイルスには他の細胞表面との相互作用が存在し、一例としてJCウイルスは5-HT2A受容体との相互作用が、メルケル細胞ウイルスはヘパラン硫酸との相互作用が必要であると考えられている。しかしながら、一般的にウイルス-細胞間の相互作用は細胞表面に広く存在する分子によって媒介されており、そのため個々のウイルスで観察されるトロピズムに寄与する主要な因子ではないと考えられている。細胞表面の分子への結合後、ビリオンはエンドサイトーシスされて小胞体へ移行し（これは既知の非エンベロープ型ウイルスの中では独特な挙動である）、そこで宿主細胞のジスルフィドイソメラーゼの作用によってウイルスのカプシド構造は破壊される。
核への移行の詳細は明らかではなく、個々のポリオーマウイルスによって異なる可能性がある。完全だが歪んだ形のビリオン粒子が小胞体から細胞質へ放出されることが多く報告されており、そこでゲノムはカプシドから遊離するが、細胞質のカルシウム濃度が低さがおそらくその契機となっている。ウイルス遺伝子の発現とウイルスゲノムの複製はどちらも核内で宿主細胞の装置を用いて行われる。最初に発現する前期遺伝子には少なくともスモールT抗原（ST）とラージT抗原（LT）が含まれ、1種類のmRNA鎖から選択的スプライシングによって発現する。これらのタンパク質は宿主の細胞周期を操作する機能を果たし、G1期からS期への移行の調節の異常を引き起こす。S期は宿主細胞のゲノムが複製される段階であり、ウイルスゲノムの複製には宿主細胞のDNA複製装置が必要である。この調節異常の機構の詳細はウイルスによって異なり、例えばSV40のLTは宿主細胞のp53に直接結合するが、マウスポリオーマウイルスのLTは結合しない。LTはウイルスゲノムの非コード制御領域（non-coding control region, NCCR）からのDNA複製を誘導する。その後、前期mRNAの発現は低下し、ウイルスカプシドタンパク質をコードする後期mRNAの発現が開始される。こうした相互作用が開始されると、メルケル細胞ポリオーマウイルスなどいくつかのポリオーマウイルスのLTは発がん性を示すようになる。前期遺伝子から後期遺伝子への発現の移行を調節する機構としては、前期プロモーターの抑制へのLTの関与、前期mRNAに相補的な配列を持つ非終結型後期mRNAの発現、調節性miRNAの発現など、いくつかの機構が記載されている。後期遺伝子の発現は、宿主細胞の細胞質へのウイルスカプシドの蓄積を引き起こす。カプシドの構成要素は新たに合成されたウイルスゲノムDNAを内包するために核へ移行する。新たなビリオンはvirus factory（「ウイルス工場」）で組み立てられている可能性がある。宿主細胞からのウイルスの放出機構はウイルスによって異なり、一部のウイルスはアグノプロテインやVP4といった、細胞からの脱出を促進するタンパク質を発現する。一部のケースではカプシド化されたウイルスが高レベルに蓄積することで細胞の溶解が引き起こされ、ビリオンが放出される。

## ウイルスタンパク質

### 腫瘍抗原
ラージT抗原はウイルスの生活環の調節に重要な役割を果たしており、ウイルスDNAの複製起点に結合してDNA合成を促進する。また、ポリオーマウイルスは複製を宿主細胞の装置に依存しているため、複製が開始されるためには 宿主細胞がS期にある必要がある。またラージT抗原はいくつかの制御タンパク質に結合することで細胞のシグナル伝達経路を調節し、細胞周期の進行を促進する。この作用は、がん抑制遺伝子p53やRbファミリーのメンバーの阻害、そしてDNAへの結合、ATPアーゼ型ヘリカーゼやDNAポリメラーゼαとの結合、転写開始前複合体の構成因子への結合による細胞成長経路の刺激という二方面からの攻撃によって行われる。この細胞周期の異常な刺激は、発がん性形質転換の強力な駆動力となる。
スモールT抗原も、細胞増殖を刺激するいくつかの細胞経路を活性化することができる。ポリオーマウイルスのスモールT抗原は共通してPP2Aを標的とする。PP2AはAkt、MAPK、SAPK経路など複数の経路の重要な多サブユニット型調節因子である。メルケル細胞ポリオーマウイルスのスモールT抗原はLT-stabilization domain（LSD）と呼ばれる固有のドメインをコードしている。LSDはE3リガーゼFBXW7に結合して阻害し、細胞由来とウイルス由来の双方のがんタンパク質を調節する。SV40とは異なり、メルケル細胞ポリオーマウイルスのスモールT抗原はin vitroで齧歯類細胞を直接形質転換することができる。
ミドルT抗原は、MMTV-PyMTシステムなど、がん研究のために開発されたモデル生物で利用されている。このシステムではミドルT抗原はMMTVプロモーターと共役したがん遺伝子として機能し、腫瘍を形成する組織はMMTVプロモーターによって決定される。

### カプシドタンパク質
ポリオーマウイルスのカプシドは主要な構成要素であるVP1と、1つまたは2つのマイナーな構成要素であるVP2、VP3から構成される。VP1五量体は閉じた十二面体型のウイルスカプシドを形成し、カプシドの内部で各五量体はVP2またはVP3のいずれか1分子と結合している。メルケル細胞ポリオーマウイルスなど一部のウイルスは、VP3がコードされていなかったり発現しなかったりする。カプシドタンパク質はゲノムの後期領域から発現する。

### アグノプロテイン
アグノプロテインは、一部のポリオーマウイルスのゲノムの後期領域にコードされている小さな多機能型リン酸化タンパク質である。アグノプロテインを持つウイルスとしては、BKウイルス、JCウイルス、SV40などがある。アグノプロテインを発現するウイルスでは増殖に必要不可欠であり、ウイルスの生活環の調節、特に複製と宿主細胞からの脱出に関与していると考えられているが、正確な機構は不明である。

## 分類
ポリオーマウイルスは第I群（二本鎖DNAウイルス）に属する。ポリオーマウイルスの分類法は、新たなメンバーが発見されるたびにいくつかの改訂が提唱されている。ポリオーマウイルスとパピローマウイルスは共通した構造的特徴を多く持つ一方でゲノム構成は大きく異なるが、両者は以前には共にパポバウイルス科（Papovaviridae、廃止）に分類されていた（Paはパピローマウイルス、Poはポリオーマウイルス、Vaはvacuolating（空胞形成）に由来する）。国際ウイルス分類委員会（ICTV）によって2010年に提唱された分類では、ポリオーマウイルス科をオルソポリオーマウイルス属（Orthopolyomavirus、タイプ種: SV40）、Wukipolyomavirus属（タイプ種: KIポリオーマウイルス）、Avipolyomavirus属（タイプ種: Avian polyomavirus）の3つの属に分類することが推奨されていた。
現在のICTV分類系では8属117種が認定されている。8つの属は次の通りである。
- アルファポリオーマウイルス属
- Betapolyomavirus
- Deltapolyomavirus
- Epsilonpolyomavirus
- Gammapolyomavirus
- Zetapolyomavirus
- Etapolyomavirus
- Thetapolyomavirus

## ヒトポリオーマウイルス
大部分のポリオーマウイルスはヒトには感染しない。2017年時点で収載されているポリオーマウイルスのうち、14種がヒトを宿主とすることが知られている。一部のウイルスはヒトの疾患と関係しており、特に免疫不全状態の人物にとって重要である。メルケル細胞ウイルス（MCV）は他のヒトポリオーマウイルスからはかなり分岐しており、マウスのポリオーマウイルスと最も密接に関係している。トリコディスプレジア・スピヌローザ関連ポリオーマウイルス（TSV）はMCVと遠い関係にある。HPyV6とHPyV7はKIポリオーマウイルス、WUポリオーマウイルスと最も密接に関係している。HPyV9はafrican green monkey-derived lymphotropic polyomavirusと最も密接に関係している。14番目に記載されたLyon IARC polyomavirusはアライグマのポリオーマウイルスと関係している。

### ヒトポリオーマウイルスの一覧
2017年時点で次に挙げる14種のヒトを宿主とするポリオーマウイルスが同定されており、ゲノム配列の決定が行われている。
| 種                    | 属    | ウイルスの名称                                           | 略称   | NCBI RefSeq | 発見年 | 臨床的相関                                                   | 出典                 |
| --------------------- | ----- | -------------------------------------------------------- | ------ | ----------- | ------ | ------------------------------------------------------------ | -------------------- |
| Human polyomavirus 5  | Alpha | メルケル細胞ポリオーマウイルス                           | MCPyV  | NC_010277   | 2008   | メルケル細胞癌                                               | [ 38 ] [ 11 ] [ 39 ] |
| Human polyomavirus 8  | Alpha | トリコディスプレジア・スピヌローザ関連ポリオーマウイルス | TSPyV  | NC_014361   | 2010   | トリコディスプレジア・スピヌローザ                           | [ 40 ] [ 41 ]        |
| Human polyomavirus 9  | Alpha | ヒトポリオーマウイルス9                                  | HPyV9  | NC_015150   | 2011   | 知られていない                                               | [ 42 ]               |
| Human polyomavirus 12 | Alpha | Sorex araneus polyomavirus 1                             | HPyV12 | NC_020890   | 2013   | 知られていない                                               | [ 43 ]               |
| Human polyomavirus 13 | Alpha | ニュージャージーポリオーマウイルス                       | NJPyV  | NC_024118   | 2014   | 知られていない                                               | [ 44 ]               |
| Human polyomavirus 1  | Beta  | BKウイルス                                               | BKPyV  | NC_001538   | 1971   | ポリオーマウイルス関連腎症、出血性膀胱炎                     | [ 45 ]               |
| Human polyomavirus 2  | Beta  | JCウイルス                                               | JCPyV  | NC_001699   | 1971   | 進行性多巣性白質脳症                                         | [ 46 ]               |
| Human polyomavirus 3  | Beta  | KIポリオーマウイルス                                     | KIPyV  | NC_009238   | 2007   | 知られていない                                               | [ 47 ]               |
| Human polyomavirus 4  | Beta  | WUポリオーマウイルス                                     | WUPyV  | NC_009539   | 2007   | 知られていない                                               | [ 14 ]               |
| Human polyomavirus 6  | Delta | ヒトポリオーマウイルス6                                  | HPyV6  | NC_014406   | 2010   | HPyV6 associated pruritic and dyskeratotic dermatosis (H6PD) | [ 31 ]               |
| Human polyomavirus 7  | Delta | ヒトポリオーマウイルス7                                  | HPyV7  | NC_014407   | 2010   | HPyV7関連上皮過形成                                          | [ 31 ]               |
| Human polyomavirus 10 | Delta | MWポリオーマウイルス                                     | MWPyV  | NC_018102   | 2012   | 知られていない                                               | [ 51 ] [ 52 ] [ 53 ] |
| Human polyomavirus 11 | Delta | STLポリオーマウイルス                                    | STLPyV | NC_020106   | 2013   | 知られていない                                               | [ 54 ]               |
| Human polyomavirus 14 | Alpha | Lyon IARC polyomavirus                                   | LIPyV  | NC_034253.1 | 2017   | 知られていない                                               | [ 55 ] [ 56 ]        |

臨床的に重要な疾患との関連に関しては、因果関係があると考えられるもののみが示されている。

### 臨床的意義
ポリオーマウイルスの感染は小児や若年成人ではきわめてありふれたものである。その大部分では、ほとんどまたは全く症状がみられないようである。ウイルスはほぼすべての成人で終生存続する。ヒトポリオーマウイルスによって引き起こされる疾患は免疫不全状態の人々に広くみられ、BKウイルスは腎臓やそれ以外の実質臓器の移植患者における腎症と関係しており、JCウイルスは進行性多巣性白質脳症、メルケル細胞ポリオーマウイルスはメルケル細胞癌と関係している。

#### SV40
SV40はサルの腎臓では疾患を引き起こすことなく複製するが、実験室条件下の齧歯類ではがんを引きこす場合がある。1950年代から1960年代初頭にかけて、ポリオワクチンの汚染のために10億人を優に超える人々がSV40に曝露された可能性があり、このウイルスがヒトでがんを引き起こす懸念が生じた。脳腫瘍、骨腫瘍、中皮腫、非ホジキンリンパ腫など、ヒトのがんの一部にSV40が存在することが報告されているが、SV40の検出は多くの場合、広く存在するヒトポリオーマウイルスとの高度の交差反応性の影響を受けている。ほとんどのウイルス学者はヒトのがんの原因からSV40を除外している。

### 診断
ポリオーマウイルスの感染は無症状であったり不顕性であったりするため、その診断は常に一次感染より後に行われる。個々のウイルスに対する抗体の検出のため、抗体アッセイが広く用いられている。きわめて類似したポリオーマウイルス間の識別のため、competition assayが必要となる場合が多い。
進行性多巣性白質脳症においては、JCウイルスT抗原を検出するためにSV40 T抗原抗体（Pab419が広く用いられている）の交差反応性用いた組織染色が行われる。組織や脳脊髄液の生検では、ポリオーマウイルスのDNAを増幅するためにPCRが利用される。この手法ではポリオーマウイルスの検出だけでなく、どのサブタイプであるかを判別することもできる。
ポリオーマウイルス関連腎症におけるポリオーマウイルスの再活性化の診断には、尿細胞診、尿や血液中のウイルス量の定量、腎生検が主要な診断技術となる。腎臓や尿路でのポリオーマウイルスの再活性化は、感染細胞やビリオン、ウイルスタンパク質の尿中へのシェディングを引き起こす。こうした細胞を検査する尿細胞診によって核内へのポリオーマウイルスの封入が確認された場合、感染が診断される。また、感染した人物の尿にはビリオンやウイルスDNAが含まれるため、PCRによってウイルス量の定量も行うことができる。このことは血液にも当てはまる。
MCVのT抗原に対するモノクローナル抗体を用いた組織染色は、メルケル細胞癌とその他の小型類円形腫瘍との鑑別に有用である。MCV抗体を検出する血液検査も開発されている。このウイルスは広くみられるものの、メルケル細胞癌の患者は無症状感染者と比較して異常に高い抗体反応を示す。

## 歴史
マウスポリオーマウイルスは最初に発見されたポリオーマウイルスであり、1953年にLudwik Grossによって、耳下腺腫瘍誘導能を持つマウス白血病抽出物として報告された。その病原体がウイルスであることはSarah StewartとBernice Eddyによって特定され、かつては名前を取って"SE polyoma"と呼ばれていた。「ポリオーマ」（polyoma）という語は、特定の条件下で多数（poly-）の腫瘍（-oma）を作り出すウイルスの能力を指している。この名称は"meatless linguistic sandwich"（"meatless"とは"polyoma"のどちらの形態素も接辞であることを指している）であり、ウイルスの生物学に対してほとんど洞察が得られないという批判もなされている。その後の研究により、大部分のポリオーマウイルスは、自然条件下では宿主に臨床的に重要な疾患を引き起こすことはほとんどないことが発見された。
2017年時点で数十種のポリオーマウイルスが同定され配列決定されているが、これらは主に鳥類と哺乳類に感染する。2種のポリオーマウイルスが魚類に感染することが知られており、それぞれブラックシーバスとヨーロッパヘダイに感染する。合計で14種のポリオーマウイルスがヒトに感染することが知られている。